# Oyam
Oyam  este un oraș  în  Uganda. Este reședinta  districtului Oyam.